# Leșnic
Leșnic is een oud dorp in de regio Transsylvanië, in het Roemeense district Hunedoara. Het ligt vlak bij Vețel aan de linkeroever van de Mureș, 16 km ten westen van Deva. De plaatselijke kerk dateert uit 1400 en is gebouwd door Dobre Românul. Onder het pleisterwerk zijn daar schilderingen aangetroffen die scènes verbeelden uit de anti-Ottomaanse oorlogen.